# Premier di Nevis
Questo è l'elenco dei Premier di Nevis dall'istituzione della carica per l'amministrazione autonoma dell'isola caraibica dal 1983 ad oggi.

## Premier di Nevis (1983-oggi)
| # | Ritratto | Nome          | Mandato           | Mandato          | Partito                      |
| # | Ritratto | Nome          | Inizio            | Fine             | Partito                      |
| - | -------- | ------------- | ----------------- | ---------------- | ---------------------------- |
| 1 |          | Simeon Daniel | 19 settembre 1983 | 2 giugno 1992    | Nevis Reformation Party      |
| 2 |          | Vance Amory   | 2 giugno 1992     | 11 luglio 2006   | Concerned Citizens' Movement |
| 3 |          | Joseph Parry  | 11 luglio 2006    | 23 gennaio 2013  | Nevis Reformation Party      |
| 4 |          | Vance Amory   | 23 gennaio 2013   | 18 dicembre 2017 | Concerned Citizens' Movement |
| 5 |          | Mark Brantley | 18 dicembre 2017  | in carica        | Concerned Citizens' Movement |